# Доњи Концовчак
Доњи Концовчак је насељено место у саставу општине Селница у Међимурској жупанији, Хрватска. До територијалне реорганизације у Хрватској налазио се у саставу старе општине Чаковец.

## Становништво
На попису становништва 2011. године, Доњи Концовчак је имао 303 становника.

## Попис1991.
На попису становништва 1991. године, насељено место Доњи Концовчак је имало 337 становника, следећег националног састава:
| Попис 1991.‍ | Попис 1991.‍ | Попис 1991.‍ | Попис 1991.‍ | Попис 1991.‍ |
| ----------- | ----------- | ----------- | ----------- | ----------- |
|             |             |             |             |             |
| Хрвати      | Хрвати      |             | 330         | 97,92%      |
| Словенци    | Словенци    |             | 2           | 0,59%       |
| Мађари      | Мађари      |             | 1           | 0,29%       |
| непознато   | непознато   |             | 4           | 1,18%       |
| укупно: 337 |             |             |             |             |